# Klokan nenápadný
Klokan nenápadný (Petrogale mareeba) je vzácný druh skalního klokana, který se vyskytuje v okolí města Mareeba v severovýchodním Queenslandu v Austrálii.

## Taxonomie
Klokan nenápadný patří do skupiny velmi úzce příbuzných druhů rodu Petrogale. Jako samostatný druh byl popsán v roce 1992.  

## Rozšíření
Klokan nenápadný se vyskytuje ve skalnatých oblastech západně od Cairns. Tyto klokany lze vidět v jejich přirozeném prostředí v přírodním parku Granite Gorge Nature Park vzdáleného od Cairns asi 60 kilometrů.

## Klasifikace
Podle klasifikace IUCN jako druh téměř ohrožený.